# West Bath
West Bath ist eine Town im Sagadahoc County des Bundesstaates Maine in den Vereinigten Staaten. Im Jahr 2020 lebten dort 1910 Einwohner in 1103 Haushalten auf einer Fläche von 38,85 km².

## Geographie
Nach dem United States Census Bureau hat West Bath eine Gesamtfläche von 38,85 km², von der 30,82 km² Land sind und 8,03 km² aus Gewässern bestehen.

### Geographische Lage
West Bath liegt im Südwesten des Sagadahoc Countys und grenzt an das Cumberland County, an der Winnegance Bay des Atlantischen Ozeans. Zum Gebiet gehören auch mehrere Inseln, von denen die größeren Williams Island und Merritt Island zwischen Black Cove und Mill Cove liegen. Im Süden befinden sich der Campbell Pond und der Houghton Pond. Die Oberfläche des Gebietes ist eben, ohne nennenswerte Erhebungen.

### Nachbargemeinden
Alle Entfernungen sind als Luftlinien zwischen den offiziellen Koordinaten der Orte aus der Volkszählung 2010 angegeben.
- Norden: Bath, 6,7 km
- Osten: Phippsburg, 14,8 km
- Südwesten: Harpswell, Cumberland County, 13,6 km
- Westen: Brunswick, Cumberland County, 9,6 km

### Stadtgliederung
In West Bath gibt es mehrere Siedlungsgebiete: Birch Point, Brighams Cove, Fosters Point, New Meadows, Perry Cove, Quaker Point und Sabino.

### Klima
Die mittlere Durchschnittstemperatur in West Bath liegt zwischen −6,7 °C (20 °F) im Januar und 21,1 °C (70 °F) im Juli. Damit ist der Ort gegenüber dem langjährigen Mittel der USA um etwa 9 Grad kühler. Die Schneefälle zwischen Oktober und Mai liegen mit bis zu zweieinhalb Metern mehr als doppelt so hoch wie die mittlere Schneehöhe in den USA; die tägliche Sonnenscheindauer liegt am unteren Rand des Wertespektrums der USA.

## Geschichte
West Bath wurde am 14. Februar 1844 als eigenständige Town organisiert, zuvor gehörte das Gebiet zum Gebiet der späteren City Bath. Bekannt war das Gebiet unter dem Namen Long Reach und ein Teil der Town Georgetown. Die Trennung von Georgetown fand 1791 statt.
Eine erste Besiedlung in dem Gebiet fand bereits 1739 statt. Joseph Berry baute im Mill Cove District, dem damaligen Zentrum, mehrere Mühlen. Es entstanden Säge- und Schrotmühlen, ein Blockhaus und eine Taverne. Weitere Siedler folgten und ließen sich in der Gegend nieder. Zumeist nutzen die Siedler die Wasserwege, um zu reisen.

### Einwohnerentwicklung
| Volkszählungsergebnisse – Town of West Bath, Maine | Volkszählungsergebnisse – Town of West Bath, Maine | Volkszählungsergebnisse – Town of West Bath, Maine | Volkszählungsergebnisse – Town of West Bath, Maine | Volkszählungsergebnisse – Town of West Bath, Maine | Volkszählungsergebnisse – Town of West Bath, Maine | Volkszählungsergebnisse – Town of West Bath, Maine | Volkszählungsergebnisse – Town of West Bath, Maine | Volkszählungsergebnisse – Town of West Bath, Maine | Volkszählungsergebnisse – Town of West Bath, Maine | Volkszählungsergebnisse – Town of West Bath, Maine |
| Jahr                                               | 1800                                               | 1810                                               | 1820                                               | 1830                                               | 1840                                               | 1850                                               | 1860                                               | 1870                                               | 1880                                               | 1890                                               |
| -------------------------------------------------- | -------------------------------------------------- | -------------------------------------------------- | -------------------------------------------------- | -------------------------------------------------- | -------------------------------------------------- | -------------------------------------------------- | -------------------------------------------------- | -------------------------------------------------- | -------------------------------------------------- | -------------------------------------------------- |
| Einwohner                                          |                                                    |                                                    |                                                    |                                                    |                                                    | 603                                                | 400                                                | 373                                                | 315                                                | 307                                                |
| Jahr                                               | 1900                                               | 1910                                               | 1920                                               | 1930                                               | 1940                                               | 1950                                               | 1960                                               | 1970                                               | 1980                                               | 1990                                               |
| Einwohner                                          | 291                                                | 230                                                | 313                                                | 277                                                | 353                                                | 578                                                | 766                                                | 836                                                | 1309                                               | 1716                                               |
| Jahr                                               | 2000                                               | 2010                                               | 2020                                               | 2030                                               | 2040                                               | 2050                                               | 2060                                               | 2070                                               | 2080                                               | 2090                                               |
| Einwohner                                          | 1798                                               | 1877                                               | 1910                                               |                                                    |                                                    |                                                    |                                                    |                                                    |                                                    |                                                    |

## Kultur und Sehenswürdigkeiten

### Bauwerke
In West Bath wurde ein Bauwerk unter Denkmalschutz gestellt und ins National Register of Historic Places aufgenommen.
- Mill Cove School, 2000 unter der Register-Nr. 00000763.[9]

## Wirtschaft und Infrastruktur

### Verkehr
Durch den nördlichen Teil von West Bath verläuft in westöstlicher Richtung der U.S. Highway 1.

### Öffentliche Einrichtungen
In West Bath gibt es keine medizinischen Einrichtungen oder Krankenhäuser. Nächstgelegene Einrichtungen für die Bewohner von West Bath befinden sich in Bath und Brunswick.
West Bath besitzt mit der Little Free Library eine private Bücherei, die nächstgelegene, öffentliche befindet sich in Bath.

### Bildung
West Bath gehört mit Arrowsic, Bath, Georgetown, Phippsburg und Woolwich zum Regional School Unit 1 (RSU 1).
Im Schulbezirk werden folgende Schulen angeboten:
- Dike Newell School in Bath, mit den Schulklassen von Pre-Kindergarten bis Klasse 2
- Fisher Mitchell School in Bath, mit den Schulklassen von Klasse 3 bis 5
- Bath Middle School in Bath, mit den Schulklassen von Klasse 6 bis 8
- Morse High School in Bath, mit den Schulklassen 9 bis 12
- Phippsburg Elementary School in Phippsburg, mit den Schulklassen von Pre-Kindergarten bis Klasse 5
- Woolwich Central School in Woolwich, mit den Schulklassen von Pre-Kindergarten bis Klasse 8